# Gábor Domonyik
Gábor Domonyik (* 30. März 1976) ist ein ehemaliger ungarischer Orientierungsläufer. Domonyik wurde dreimal Juniorenweltmeister im Orientierungslauf.
Domonyik nahm im Alter von 16 Jahren an seinen ersten Juniorenweltmeisterschaften teil. Zwei Jahre später gewann er mit der ungarischen Mannschaft die Bronzemedaille bei den Juniorenweltmeisterschaften in Polen. 1995 in Dänemark wurde er auf der Kurz- und auf der Langdistanz Vizeweltmeister der Junioren und gewann mit Kolos Vajda und Lajos Sarecz Silber in der Staffel. Bei den Juniorenweltmeisterschaften 1996 verteidigte er seinen Titel auf der Kurzdistanz, auf der Langdistanz wurde er Neunter. Gábor Domonyik war mittlerweile auch Teil der ungarischen Nationalmannschaft der Erwachsenen und startete seit 1995 auch bei den Weltmeisterschaften der Aktiven. Größere Erfolge blieben ihm aber in der Folgezeit verwehrt. Lediglich 2002 ließ er noch einmal mit einem siebten Platz beim Sprint bei den Europameisterschaften im ungarischen Sümeg aufhorchen. Er platzierte sich in diesem Jahr auch bei einigen Weltcuprennen relativ gut und belegte im Endklassement 2002 den neunten Rang. Nach 2003 wurde Domonyik nicht mehr für internationale Meisterschaften berücksichtigt. Erst 2008 und 2009 hatte er nochmal jeweils einen Start bei Europa- und Weltmeisterschaften. Nach den Weltmeisterschaften in Ungarn 2009 beendete er seine Karriere.
Domonyik nahm 1995 bei den Juniorenweltmeisterschaften im Crosslauf teil und belegte dabei den 95. Platz in der Einzelkonkurrenz und den 22. Platz mit der ungarischen Mannschaft.

## Platzierungen
| Weltmeisterschaften | Sprint | Mittel | Lang | Staffel |
| ------------------- | ------ | ------ | ---- | ------- |
| 1995 Detmold        |        | 22.    | 45.  | 16.     |
| 1997 Grimstad       |        | 56.    | 43.  | 18.     |
| 1999 Inverness      |        | 35.    |      | 23.     |
| 2001 Tampere        | 33.    | 45.    | 43.  | 15.     |
| 2003 Rapperswil     | 20.    | 26.    | 18.  | 19.     |
| 2009 Miskolc        |        | 43.    |      |         |

| Europameisterschaften | Sprint | Mittel | Lang | Staffel |
| --------------------- | ------ | ------ | ---- | ------- |
| 2000 Truskawez        |        |        | 22.  |         |
| 2002 Sümeg            | 7.     |        | 13.  | 13.     |
| 2008 Ventspils        |        |        | dsq  |         |

| Gesamt-Weltcup | Gesamt-Weltcup |
| -------------- | -------------- |
| 1994           |                |
| 1996           | 50.            |
| 1998           | 40.            |
| 2000           | 72.            |
| 2002           | 9.             |
| 2009           | 116.           |

| Junioren-WM     | Sprint | Mittel | Lang | Staffel |
| --------------- | ------ | ------ | ---- | ------- |
| 1992 Jyväskylä  |        |        | 21.  | 16.     |
| 1993 Kastelruth |        |        | 38.  | 12.     |
| 1994 Gdynia     |        | 28.    | 5.   | 3.      |
| 1995 Horsens    |        | 1.     | 1.   | 2.      |
| 1996 Govora     |        | 1.     | 9.   | 12.     |